# Emily Molnar
Emily Molnar (* 7. September 1973 in Regina) ist eine kanadische zeitgenössische Tänzerin und Choreografin. Sie ist Trägerin des Order of Canada und seit 2020 künstlerische Leiterin des Nederlands Dans Theater.

## Leben
Emily Molnar trat im Alter von 10 Jahren in die National Ballet School of Canada ein und schloss ihre Ausbildung dort mit Graduierung ab. Im Alter von 17 Jahren wurde sie 1990 in das National Ballet of Canada aufgenommen. 1994 wechselte sie nach Deutschland zum Frankfurter Ballett unter der künstlerischen Leitung von William Forsythe. Sie tanzte dort solistische Rollen und wirkte bei der Gestaltung des Repertoires mit. 1998 engagierte sie das Ballet BC in Vancouver als Primaballerina. Unter der Leitung von John Alleyne tanzte sie in vielen Hauptrollen. Eine Produktion von CBC TV von 2003 zeigt sie als Puck in The Fairie Queen.
Nach fünf Jahren verließ sie das Ballet BC und schuf als freie Choreografin Werke für eine Reihe von Kompanien:
- 2004 Portrait of a Suspended Grace für die Alberta Ballet Company;
- 2006 Carmina Burana für die Alberta Ballet Company;
- 2006 4 Flights Down für Cedar Lake Dance;
- 2007 Swivel Fields für das Ballett Augsburg;
- 2007 Utterance für das Ballett Mannheim;
- 2008 Six Fold Illuminate für die Kompanie Morphoses;
- 2008 Lifelines für Les Grands Ballets Canadiens de Montréal gemeinsam mit dessen Leiterin Gioconda Barbuto.

Bei ihrer Erkundung zeitgenössischer Tanzformen arbeitete Molnar mit Margie Gillis zusammen. 2008 trat sie in Gillisʼ M.Body.7 auf, einem Werk für 7 Tänzerinnen im Alter von 11 bis 72 Jahren. Im Duett Fragments of a Marked Space von 2008 führte Emily Molnar zwei Tänzerinnen mit unterschiedlichem Hintergrund zusammen, nämlich die Improvisations-Tänzerin Jennifer Clarke und die klassische chinesische Tänzerin Chengxin Wei.
2009 steckte das Ballet BC in einer schweren wirtschaftlichen Krise. In dieser Situation übernahm Emily Molnar die künstlerische Leitung. Um die Kompanie zu erhalten, kümmerte sie sich nicht nur um Ensemble und Programm, sondern auch um Tourneen, um wirtschaftliche und rechtliche Angelegenheiten und um die Einbindung des Publikums. Es gelang ihr, das Ballett BC aus der Krise zu führen. Mit dem Ballet BC produzierte Molnar fünfundvierzig neue Werke. Es wurde international deutlich bekannter. 2019 wurde es in Großbritannien für das Dreifachprogramm 16 + a Room, eine Choreografie von ihr selbst, nominiert für den Olivier Award für die beste neue Tanzproduktion. Weitere herausragende Produktionen waren Solo Echo ihrer kanadischen Kollegin Crystal Pite und Bill von dem israelischen Choreografen-Duo Sharon Eyal und Gai Behar. Emily Molnar leitete das Ballet BC 11 Jahre lang bis 2020.
Im Mai 2016 wurde sie mit dem Order of Canada ausgezeichnet.
Im August 2020 trat sie die Stelle als künstlerische Leiterin des Nederlands Dans Theater (NDT) an. Die Saison 2021/2022 stellte sie unter das Motto The Poetic Body:

“I wanted to curate a programme that celebrates a diversity of ideas and creative voices that collectively push the boundaries of the expression of the body. (...) I wanted to highlight our artistic versatility and our dedication to supporting a range of perspectives, artists and models of making.”

„Ich wollte ein Programm kuratieren, das eine Vielfalt von Ideen und kreativen Stimmen feiert, die gemeinsam die Grenzen des Ausdrucks des Körpers verschieben. (...) Ich wollte unsere künstlerische Vielseitigkeit und unser Engagement für eine Reihe von Perspektiven, Künstlern und Gestaltungsmodellen hervorheben.“

Besonders wichtig sei ihr auch der Dialog mit dem Publikum, so Emily Molnar im Interview. Zur Aufführung kamen unter anderem The Big Crying, choreografiert von Marco Goecke zu Songs von Tori Amos, ferner Impasse, choreografiert von Johan Inger zu Musik von Ibrahim Maalouf, sowie Simple Things, eine Choreografie des Mitbegründers und ersten künstlerischen Leiters des NDT, Hans van Manen.
Dass Emily Molnar gewillt ist, beim Dialog mit dem Publikum sehr weit zu gehen, zeigte sich in Roy Assafs Choreografie How to ruin a dance, zum ersten Mal aufgeführt im Mai 2022. Fünf Freiwillige aus dem Publikum lasen von den Tänzerinnen und Tänzern verfasste Texte vor. Die tanzten dann ihrerseits zu den Sprechtempi der Vorlesenden. Am selben Premierenabend kamen zwei weitere Choreografien zur Uraufführung: Das Stück La Ruta der argentinischen Choreografin Gabriela Carrizo verband in einer phantastischen Straßen-Szenerie Tanz mit Slapstick und Akrobatik. Die Choreografie Figures in Extinction [1.0] von Crystal Pite und Simon McBurney thematisierte den Klimawandel. Mit den Mitteln von Tanz, Video, Puppen und Ton aus dem Off wurden in den letzten hundert Jahren ausgestorbene Tiere und Pflanzen sowie zerstörte Gletscher und Seen thematisiert. Auch die Figur des Klimawandel-Leugners wurde durch einen Tänzer dargestellt.